# Cogollos
Cogollos est une commune d'Espagne dans la communauté autonome de Castille-et-León, province de Burgos. Elle s'étend sur 31,247 km2 et comptait environ 498 habitants en 2011.